# Talbot-Lago T150

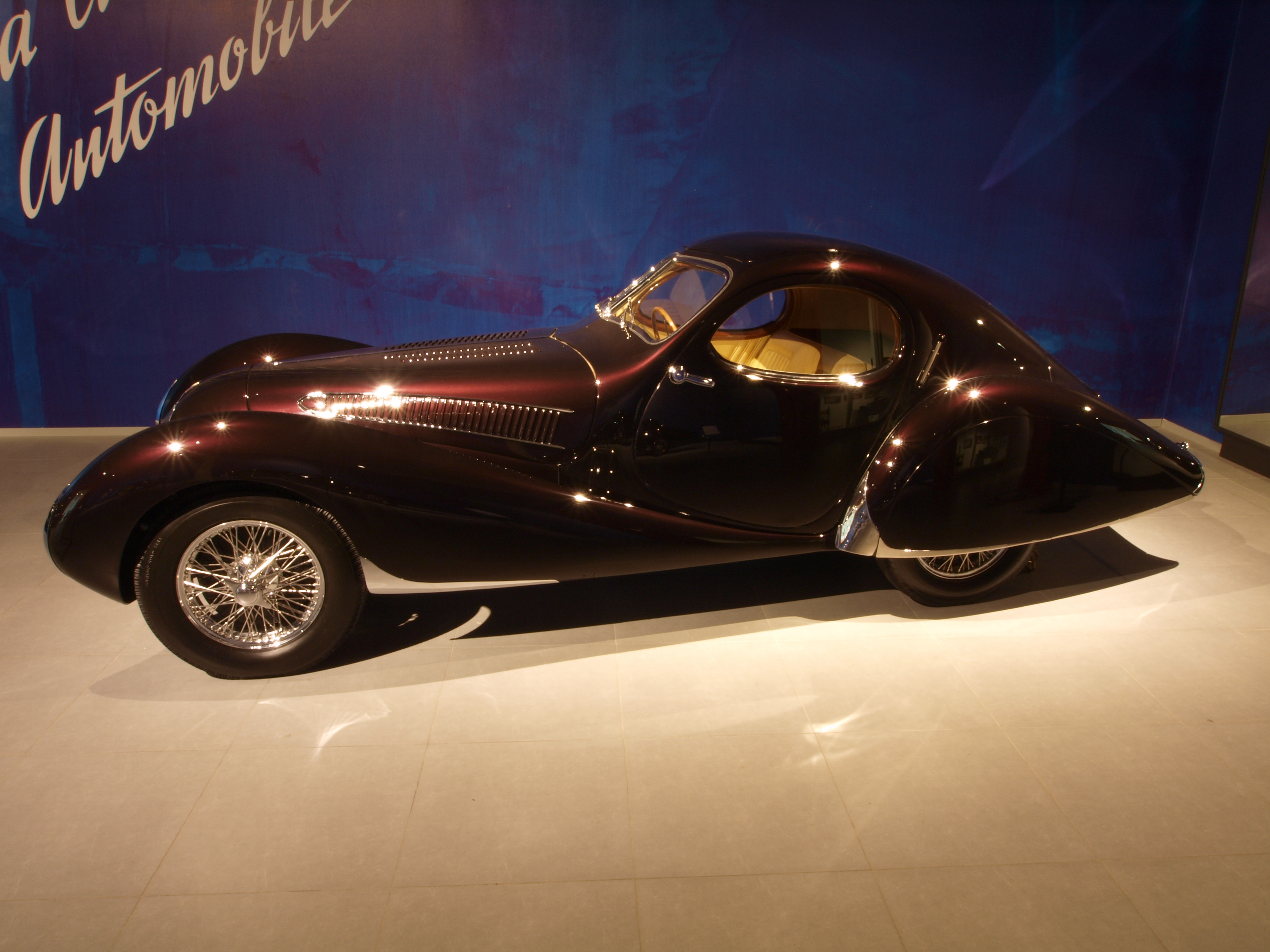
Talbot-Lago T150 SS. Coupe. 1937

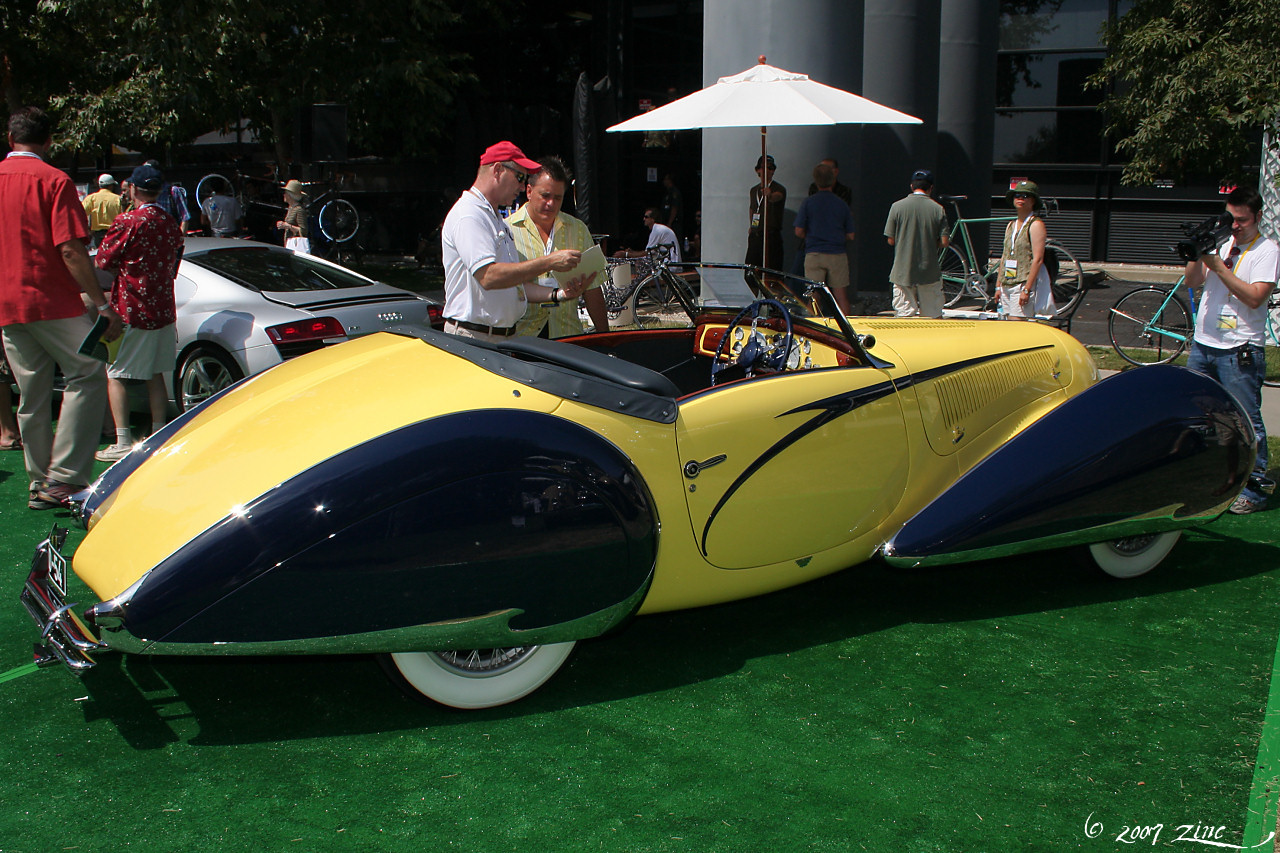
Talbot-Lago T150 S. Roadster. 1938

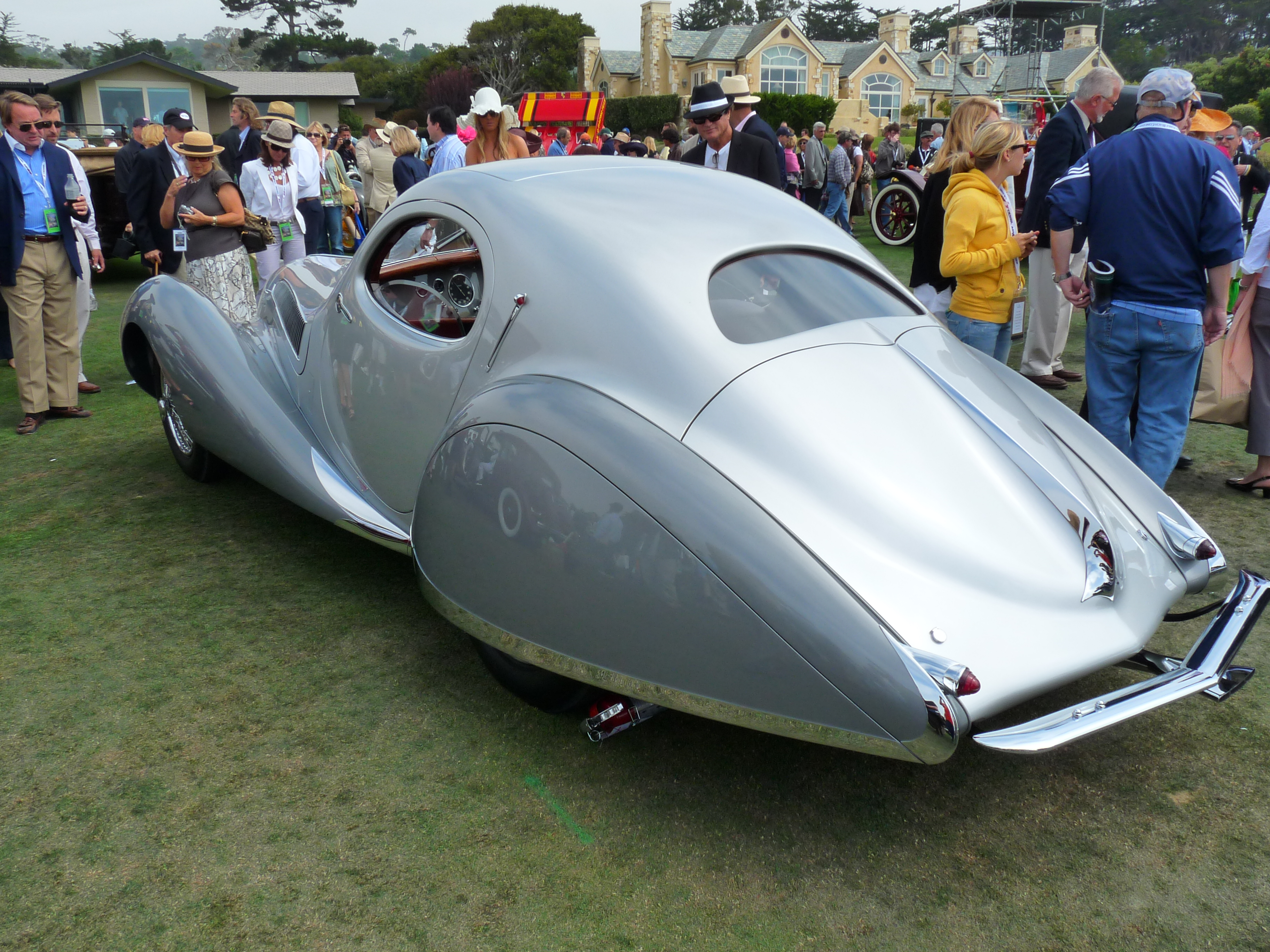
Задня частина кузову Talbot-Lago T150

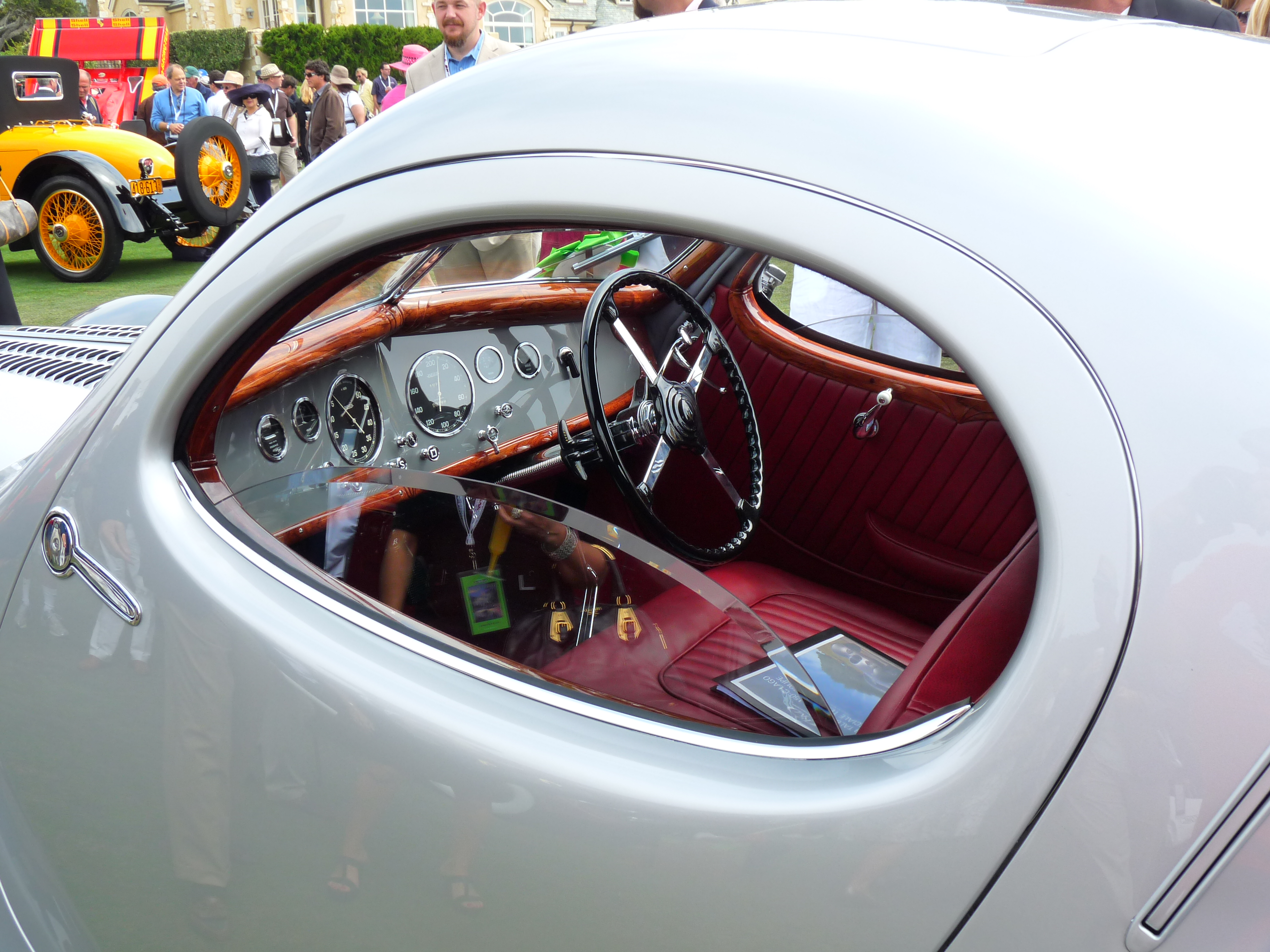
Салон Talbot-Lago T150

Talbot-Lago T150 був моделлю люкс класу франко-британської компанії Talbot-Lago, що вироблявся впродовж 1937–1939 років.

## Історія
В часи Великої депресії компанія STD Motors (Sunbeam — Talbot — Darracq) збенкрутувала. Британську частку викупила британська Rootes Group, а французьку Антоніо Лаго, заклавши компанію Talbot-Lago. Вони вирішили випустити на ринок аеродинамічне спортивне авто. Своїм успіхом Talbot-Lago T150 завдячував досконалому кузову відомої «крапля води» (італ. "a goccia d'acqua") компаній Figoni e Falaschi та Pourtout за дизайном Жоржа Поліна (фр. Georges Paulin). У двомісному салоні купе могли розміститись три людини. Модель випускалась з спортивною модифікацією SS з короткою колісною базою 2650 мм та модифікація S з довгою базою 2950 мм. Випускались кузови родстер.
6-циліндровий мав об'єм 3996 см³ з одним розподільчим валом із тягами до клапанів. Через напівсферичну головку блоку циліндрів клапани розміщувались під кутом один до одного. При комплектації двома карбюраторами потужність виносила 140 к.с. при 4200 об/хв і швидкості авто 160 км/год. З трьома карбюраторами потужність становила 165 к.с. при 4100 об/хв і швидкості 185 км/год. Незалежна передня підвіска мала поперечні ресори.
Гоночна модифікація Talbot 150C з кузовом Вальтера Бечія (фр. Walter Becchia) виграла 4 Гран-прі 1937 і одне 1938 р.
Виробництво моделі Talbot-Lago T150 припинили з початком Другої світової війни.
Конкурентами на ринку вважали Bugatti Type 57, Mercedes-Benz 320, Panhard & Levassor Dynamic, Delahaye 135.

## Технічні дані Talbot-Lago T150
|                    |                                                    |
| Розміри            | Параметри                                          |
| Роки випуску:      | 1937-1939                                          |
| Колісна база :     | 2650-2950 мм                                       |
| Довжина:           | 4300-4600 мм                                       |
| Ширина             | 1670 мм                                            |
| Маса порожнього:   | 1400-1550 кг                                       |
| Мотор              | 1×6-циліндровий рядний, два-три карбюратори Zenith |
| Потужність мотору: | 140-165 к.с. при 3500 об/хв                        |
| Об'єм мотору       | 3996 см³                                           |
| Коробка передач :  | 4-ступінчаста, механічна Wilson                    |
| Швидкість :        | 160-185 км/год.                                    |
| Конструктор:       |                                                    |